# Buschauffør
En buschauffør er en person, der har som profession at køre en bus. Buschauffører kører typisk mellem busstationer og/eller stoppesteder, og ofte sættes passagererne af og på på efter en forudbestemt tidsplan. Der  findes forskellige typer af buschauffører, fx dem, der kører på de faste ruter, men også dem, der kører turistbusser over lange afstande, hvor der ikke er faste stoppesteder.

## Buschauffører i verden
Kravene til at blive buschauffør er forskellige rundt om i verden ligesom arbejdsforholdene er det. 

### Danmark
For at køre en bus med 9 eller flere passagersiddepladser dog max 16 personer og/eller med en tilladt totalvægt på over 3.500 kg kræves kørekort af kategori D1 kan erhverves af personer som er fyldt 21 år. Kørekort af kategori D kan kun erhverves af personer, som er fyldt 24 år, som er stort buskørekort. Begge kræver dog man inden begyndelse af kursuset skal have erhvervet kategori B (personbil).  

### Storbritannien
I Storbritannien skal alle, der ønsker at blive en buschauffør bestå en teoretisk og en praktiske køreprøve "passagerbefordrende køretøj (PCV)". Enhver, der har mere end tre "klip" i kørekortet kan ikke blive buschauffører.

### Sverige
For at blive buschauffør i Sverige skal man have "D kørekort", og fra september 2008 også erhvervskørekort. For at erhverve erhvervskørekort kræves normalt en uddannelse på mindst 280 timer og at man består prøven på den strategiske forskningsdagsorden. De, der er over 23 år kan nøjes med en kortere uddannelse på mindst 140 timer. Dem, der er under 23 år, og som tager det afkortede kursus kan køre linjetrafik, hvor ruten er højst 50 kilometer.
På køreprøven på Vägverket, kan man vælge at køre bus med automatgear eller med manuelt gear. Har man kørt med automatisk gear til  køreprøven vil kørekortet være begrænset til kun at gælde for busser med automatgear. Uddannelsen vil ofte blive kortere med oautomatgearbussen, og fordi en stor del af busserne i Sverige har automatgear, anser mange virksomheder det for unødvendigt at uddanne sig til busser med manuelt gear.

### USA
I USA kræves der som regel erhvervskørekort og specialuddannelse for at blive buschauffør. Forskellige andre uddannelses- og erhvervsuddannelse kan være nødvendig, men det varierer fra sted til sted. Buschauffører skal også have sociale færdigheder for at interagere med deres passagerer. 
En af de mest almindelige jobs i USA for en buschauffør er at arbejde for en offentlig skole, og køre elever til og fra skole. I 2004 var 71 % af buschaufførerne i USA ansat af skolerne.  

## Buschauffører i historien
En berømt hændelse med en buschauffør under raceadskillelse i USA var i 1955, da buschauffør James F. Blake i Montgomery, Alabama, insisterede på at Rosa Parks skulle opgive sin plads for en hvid mand. Hun nægtede, og det resulterede i en busboykot, der i sidste ende endte med raceadskillelse i den offentlige transport i USA.

## Buschauffører og kriminalitet
I begyndelsen af 2000'erne har røverier og vold mod buschauffører, især på i de sene ture i weekenderne, tiltrukket sig opmærksomhed. I flere områder har det medført, at der er placeret videokameraer i busser for at filme eventuelle røverier og vold. 
Der har også været tilfælde af berusede buschauffører, og alkolåse er blevet installeret i flere busser.